# 荒木一聡
荒木 一聡（あらき かずあき、1955年〈昭和30年〉11月2日 - ）は、日本の地方公務員。兵庫県企画県民部長、同副知事、同スポーツ協会理事長を歴任。

## 人物・経歴
県内の浜坂町 (現・新温泉町) 出身。1978年早稲田大学法学部卒業。下宿先の家主から「これからは地方の時代だよ」と背中を押されたことがきっかけに1978年 兵庫県庁入庁。阪神・淡路大震災時は財政課の筆頭補佐で、同震災復興基金の創設に携わり、被災者に生活再建支援金や高齢者の支援金を支給した。財政課長、農政企画局長、企画調整局長、企画県民部長を歴任し、2016年 (平成28年) 4月 井戸敏三知事時に副知事就任。公益財団法人兵庫県スポーツ協会理事長などを務めた。兵庫県副知事の定数は2人だが、2021年3月の金沢和夫の退任から9月に片山安孝が就任するまで荒木の1人体制だった。斎藤元彦知事が新型コロナウィルスに感染した際には職務を代行し、国に「まん延防止」解除を求めた。2022年3月 二期目の途中で県土整備部長の服部洋平を後任として副知事退任。退任後に兵庫県農業会議会長を務めた。